# چنار کف
چنار کف یک روستا در ایران است که در دهستان چهارگنبد شهرستان سیرجان واقع شده‌است. چنار کف ۳۹ نفر جمعیت دارد.